# Carl Blochs Gade
Carl Blochs Gade i Aarhus ligger mellem Thorvaldsensgade, Skovgårdsgade og Søren Frichs Vej. Hører under bykvarteret Mølleengen. Ved gaden lå tidligere Hammelbanegården og banens endestation. Ved gadens østre side ligger godsbaneterrænet.
Gaden blev navngivet i 1899 efter maleren Carl Heinrich Bloch (1834-1890), som er den sidste af de store senromantiske historiemalere, der mest er kendt for sit maleri af Christian 2., der vandrer rundt om bordet i fængslet på Sønderborg Slot.
I 1918 opførte Byggeselskabet Aarhus ti store ejendomme med 4 etager i Carl Blochs Gade.